# Catedral basílica de San Estanislao Kostka (Lodz)
La basílica catedral de San Estanislao Kostka o simplemente catedral de Lodz (en polaco: Bazylika Archikatedralna św. Stanisława Kostki) es un  una catedral y basílica de la Iglesia católica situada en la ciudad de Lodz, en el voivodato de Łódź; parte de Polonia. Es la catedral de la arquidiócesis de Lodz.
El comité de construcción se formó en 1895. La primera piedra fue bendecida el 16 de junio de 1901, por el obispo de Varsovia Wincenty Teofil Popiel. El edificio fue levantado en ladrillo no enyesado, en el estilo arquitectónico Rohbau, por el cual la iglesia fue construida entre 1901 y 1912, siguiendo los planes de la firma Wende i Zarske. La construcción de la iglesia fue codirigida por Emil Berliner Zillmann, con pequeñas correcciones hechas por los arquitectos: Józef Pío Dziekoński, y Slawomir Odrzywolski-Nałęcz de Cracovia. La basílica se basa en la catedral de Ulm, Alemania. La catedral en Lodz, es el edificio más alto de la ciudad, con una altura de 104,5 metros, y es una de las iglesias más altas en Polonia.